# Dmitrij Triepow
Dmitrij Fiodorowicz Triepow (ros. Дми́трий Фёдорович Тре́пов; ur. 2 grudnia?/14 grudnia 1855 w Petersburgu, zm. 2 września?/15 września 1906 tamże) – rosyjski wojskowy, oberpolicmajster Moskwy w latach 1896–1905, po krwawej niedzieli mianowany generał-gubernatorem petersburskim ze specjalnymi pełnomocnictwami obejmującymi nadzór nad całą policją w Rosji. Opowiadał się za stłumieniem ruchów rewolucyjnych i antycarskich przy użyciu siły. Jesienią 1905 r., widząc, iż protesty społeczne nie wygasały, nakłonił Mikołaja II do wydania manifestu październikowego w celu ratowania monarchii. Po utworzeniu rządu Siergieja Wittego odszedł ze stanowiska, lecz do końca życia pozostał bliskim doradcą cara.

## Życiorys
Syn generała i oberpolicmajstra petersburskiego Fiodora Triepowa, brat oficera i polityka Aleksandra Triepowa. Ukończył naukę w petersburskim Korpusie Paziów, następnie służył w Konnym pułku lejbgwardii. Walczył w wojnie rosyjsko-tureckiej (lata 1877–1878).
W 1896 r. objął stanowisko oberpolicmajstra Moskwy, od 1900 r. w stopniu generała majora. 
Wspierał komendanta moskiewskiej Ochrany Siergieja Zubatowa i jego politykę tworzenia legalnych, lojalnych wobec caratu organizacji robotniczych. Zwalczał ruchy socjalistyczne i rewolucyjne. W lutym 1902 r. został na niego zorganizowany nieudany zamach. Od 1903 r. należał do świty imperatora rosyjskiego. 
W styczniu 1905 r. został zwolniony ze stanowiska w moskiewskiej policji i skierowany na front wojny rosyjsko-japońskiej, jednak w dniu planowanego wyjazdu ponownie stał się celem nieudanego zamachu, który przeprowadził 19-letni słuchacz szkoły handlowej Połtoracki. Według innego źródła zrezygnował ze stanowiska, gdy minister spraw wewnętrznych Piotr Swiatopołk-Mirski nie zgodził się, by policja użyła broni przeciwko demonstracjom, które w grudniu 1904 r. zorganizowali w Moskwie eserowcy. W styczniu 1905 r. Triepow w rozmowie z Mikołajem II sugerował, że władze rosyjskie powinny równocześnie pacyfikować ruchy społeczne i stopniowo odchodzić od samodzierżawia na rzecz monarchii konstytucyjnej.

### Generał-gubernator petersburski
Dwa dni po siłowym rozpędzeniu przemarszu robotników petersburskich, udających się z petycją do cara Mikołaja II (krwawa niedziela), Triepow został wyznaczony do objęcia stanowiska generał-gubernatora petersburskiego. Otrzymał nadzwyczajne pełnomocnictwa, obejmujące nadzór nad policją w całym Imperium Rosyjskim. W maju tego samego roku został zastępcą ministra spraw wewnętrznych, odpowiedzialnym za policję, a równocześnie dowodzącym Samodzielnym Korpusem Żandarmów. Nominacja Triepowa miała stanowić przeciwwagę dla osoby nowego ministra spraw wewnętrznych Aleksandra Bułygina, który miał reputację polityka umiarkowanego. Kandydaturę Triepowa zasugerował jego szwagier generał Aleksandr Mosołow, który przekonał do jego osoby ministra dworu Władimira Frederiksa, a ten z kolei zarekomendował moskiewskiego oberpolicmajstra Mikołajowi II. W prywatnej rozmowie z carem Triepow ostro wystąpił przeciwko liberałom, co ostatecznie przekonało cara.
Dmitrij Triepow nakazał z całą surowością pacyfikować protesty robotnicze. Chciał również ratować nadwątlony wizerunek cara, aranżując 19 stycznia?/1 lutego 1905 r. spotkanie Mikołaja II z delegacją robotników, wyłonioną przez policję i fabrykantów. Podczas spotkania car zadeklarował wsparcie finansowe dla rodzin zabitych, ale również zasugerował, iż robotnicy dali się zwieść wrogom ojczyzny.
W czerwcu i lipcu 1905 r. żądał od gubernatora iwanowo-wozniesieńskiego Iwana Leontjewa użycia wszelkich środków represyjnych przeciwko protestom robotniczym, które ogarnęły stolicę guberni. W czerwcu 1905 r. nakazywał z całą surowością likwidować bunty na okrętach stacjonujących w Odessie i w samym mieście. Triepow stał się w oczach opinii publicznej symbolem bezwzględności carskiej władzy wobec opozycji i skostnienia reżimu politycznego. Jednak wzywając do surowych represji wobec opozycji, Triepow rozumiał i przyznawał, że źródłem niezadowolenia robotników była, przynajmniej po części, niechęć pracodawców do uznania ich uzasadnionych postulatów płacowych. Podobnie uważał, że protesty studenckie nie powtarzałyby się, gdyby polityka władz wobec studentów została złagodzona. To z jego inicjatywy późnym latem 1905 r. car zgodził się przywrócić uczelniom wyższym autonomię, którą odebrano im w 1884 r. Jako że krok ten nie doprowadził do uspokojenia nastrojów wśród studentów, jesienią 1905 r. uznał ten krok za błędny. Pułkownik Gierasimow, szef petersburskiej Ochrany, uważał, że Triepow był w zwalczaniu antycarskiej opozycji chwiejny i niekonsekwentny.
Uczestniczył w przygotowaniu projektu tzw. dumy bułyginowskiej. Przekonał cara do nadania Żydom prawa głosu do Dumy Państwowej. 
W październiku 1905 r., podczas strajku generalnego, który objął całą Rosję, Triepow nakazał gubernatorom regionów, w których ruch rewolucyjny był szczególnie silny, działać przy pomocy nawet najbardziej drastycznych środków i nie cofać się przed użyciem siły. Dyspozycji takich jednoznacznie oczekiwał od niego Mikołaj II. Triepow wydał policji i wojsku słynny rozkaz, by podczas rozpędzania demonstracji „nabojów nie żałować”. Rozkaz ten następnie sam upublicznił w proklamacji wydrukowanej w gazetach wydawanych w Petersburgu i rozklejonej w stolicy na słupach ogłoszeniowych. W dniu, gdy proklamacja została opublikowana, w Petersburgu doszło do kolejnej 40-tysięcznej demonstracji robotniczej. Wojsko i policja nie rozpędziły jej, jawnie ignorując rozkaz petersburskiego generała-gubernatora.  
Przyczynił się do podpisania przez Mikołaja II manifestu październikowego. Wcześniej w rozmowie z carem stwierdził, że ustępstwa wobec społeczeństwa były koniecznością, gdyż publiczne dyskusje o możliwej reformie politycznej skłaniały Rosjan do dalszych protestów. Stwierdził też, że nie wierzył już w możliwość zdławienia niepokojów społecznych siłą. Sugerował carowi przekształcenie Rady Państwa w izbę wyższą parlamentu, „regulatora prac legislacyjnych” i staranne zbadanie przyczyn wybuchu wojny rosyjsko-japońskiej. Po wysłuchaniu opinii Triepowa wahający się Mikołaj II postanowił opublikować manifest. Triepow był zdania, że publikacja manifestu będzie dla Rosji oznaczała początek nowego życia. 

### Po dymisji ze stanowiska
Dmitrij Triepow odszedł ze stanowiska, gdy premierem Rosji został Siergiej Witte. Po dymisji został mianowany komendantem pałacu w Peterhofie. Faktycznie stał się osobistym sekretarzem cara i jednym z jego bliskich doradców, zachowywał znaczne wpływy na dworze. To on czytał carowi raporty premiera Wittego i kontrolował, które informacje docierały do cara. Kiedy w 1906 r. Witte odszedł ze stanowiska premiera, Triepow przygotował instrukcję działania dla jego następcy Iwana Goriemykina, pozytywnie zaopiniowaną przez Mikołaja II.
W 1906 r. zmarł nagle wskutek choroby serca. Został pochowany w soborze Świętych Piotra i Pawła w Peterhofie, jednak w latach 30. XX wieku grób jego oraz jego żony Sofji zd. Błochiny został otwarty, a szczątki wywiezione.